# William Henry Wills

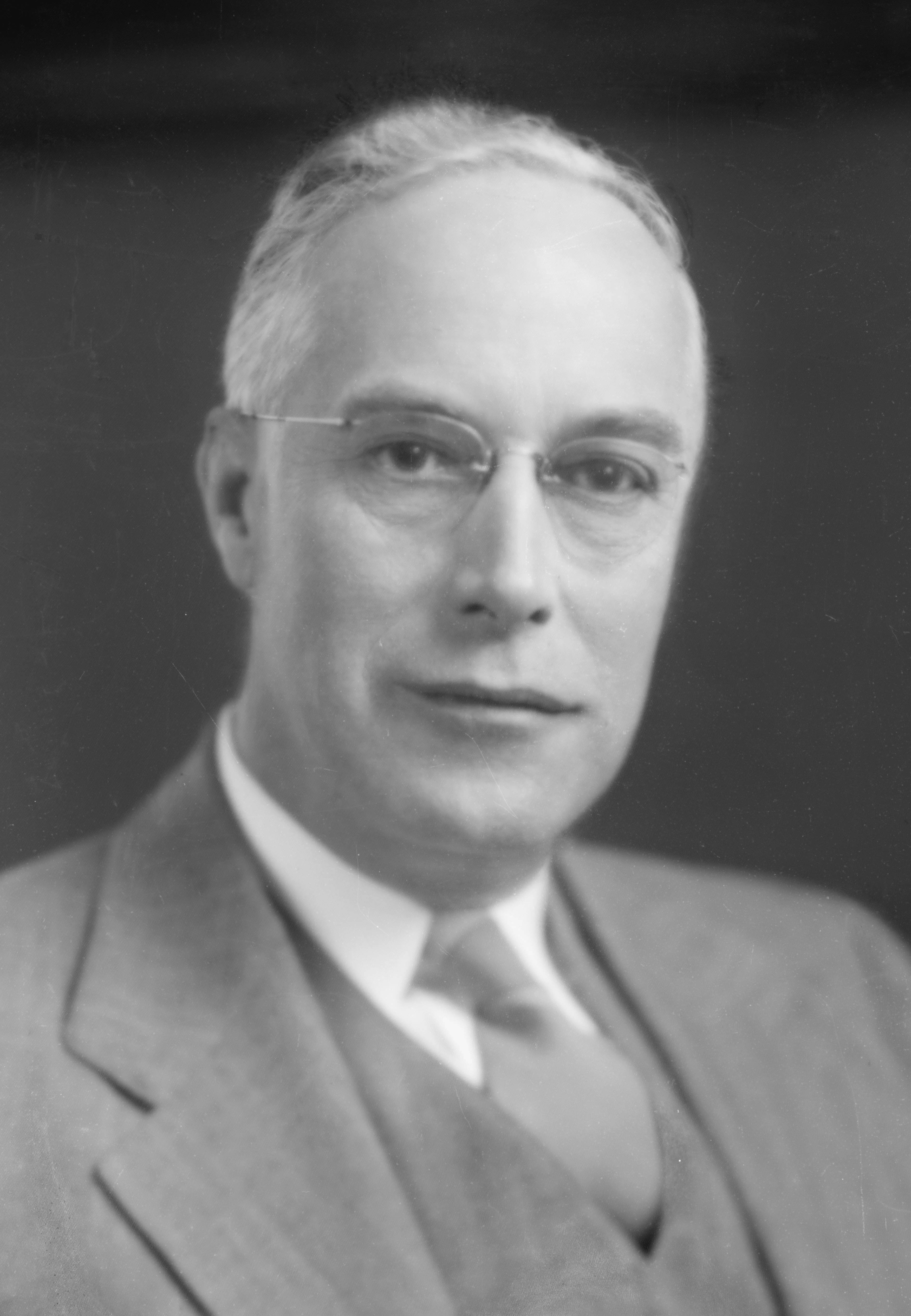
Wm Henry Wills

William Henry Wills (* 26. Oktober 1882 in Chicago, Illinois; † 6. März 1946 in Brockton, Massachusetts) war ein US-amerikanischer Politiker und von 1941 bis 1945 Gouverneur des Bundesstaates Vermont.

## Frühe Jahre und politischer Aufstieg
Nach dem Tod seines Vaters kam William Wills im Alter von zehn Jahren mit seiner Mutter nach Vergennes in Vermont. Dort besuchte er die öffentlichen Schulen. Acht Jahre später zog Wills nach Bennington, wo er bis 1915 in verschiedenen Berufen arbeitete. Unter anderem war er Schuhverkäufer in einem Warenhaus. Im Jahr 1915 gründete er die Wills-Insurance-Gesellschaft, die bis heute besteht. Dann stieg er auch in das Bank- und Immobiliengeschäft ein.
William Wills war Mitglied der Republikanischen Partei. Zwischen 1929 und 1931 war er Abgeordneter im Repräsentantenhaus von Vermont. Von 1931 bis 1933 und nochmals von 1935 bis 1936 gehörte er dem Staatssenat an. Dort war er zeitweise Präsident des Hauses. Zwischen 1937 und 1941 war er als Vizegouverneur Stellvertreter von Gouverneur George Aiken. Für dieses Amt hatte er sich im Jahr 1932 schon einmal erfolglos beworben. 1940 wurde William Wills dann selbst zum neuen Gouverneur seines Staates gewählt.

## Gouverneur von Vermont
Wills trat sein neues Amt am 9. Januar 1941 an. Nach einer Wiederwahl im Jahr 1942 konnte er dieses Amt bis zum 4. Januar 1945 ausüben. Seine Amtszeit war von den Ereignissen des Zweiten Weltkriegs überschattet, zu dem auch Vermont seinen Beitrag leisten musste. Wie überall in den Vereinigten Staaten wurde die Produktion auf den Rüstungsbedarf umgestellt. Junge Männer wurden gemustert und dem Militär zugeführt. Treibstoffe und Lebensmittel wurden rationiert. Neben diesen kriegsbedingten Vorgängen führte Gouverneur Wills Mindestlöhne für Lehrer ein. Aus gesundheitlichen Gründen verzichtete Wills 1944 auf eine erneute Kandidatur.

## Weiterer Lebenslauf
Im Juli 1945 wurde er von Präsident Harry S. Truman in die Federal Communication Commission berufen. Dieses Mandat übte er bis zu seinem Tod im März 1946 aus. Mit seiner Frau Haxel McLeod hatte William Wills ein Kind.